# Ligne de Mannheim à Saarbrücken
La ligne Mannheim – Sarrebruck, également appelée Pfälzische Ludwigsbahn, est une ligne de chemin de fer située en Allemagne et reliant Mannheim, Ludwigshafen et Sarrebruck (Saarbrücken).

## Historique
La ligne, une des plus anciennes d'Allemagne, a été ouverte en 1847-1848 à partir de Ludwigshafen; Une extension existe depuis 1867 qui relie cette ville à Mannhein.
- 1847, les 29,33 km de la première section jusqu'à Neustadt.
- 1848, la section Kaiserslautern-Homburg.
- 1849, la ligne est prolongée de Hombourg à Bexbach.
- En juillet 1856, dupliquée sur toute sa longueur entre Ludwigshafen et Neunkirchen.
- En 1866, prolongée de Schwarzenacker à St. Ingbert via Bierbach.
- Le 25 février 1867, le pont du Rhin entre Mannheim et Ludwigshafen a été ouvert à l'exploitation ferroviaire.
- Le 15 octobre 1879, la ligne est complétée entre Saint-Ingbert et Sarrebruck et une nouvelle station a été inaugurée à Saint-Ingbert.

## Les villes traversées
- Mannheim Hbf
- Ludwigshafen
- Schifferstadt
- Neustadt an der Weinstraße
- Weidenthal
- Hochspeyer
- Kaiserslautern Hbf
- Hombourg (Sarre)
- Saint-Ingbert
- Sarrebruck Hbf